# MacCarthy
MacCarthy (in lingua irlandese: Mac Cárthaigh), scritto anche Macarthy, McCarthy o McCarty, è un clan gaelico e una famiglia reale irlandese, originaria del Munster, un'area da essi governata durante il Medioevo. Il clan era e continua a essere diviso in diversi grandi rami. Le dinastie MacCarthy Reagh, MacCarthy di Muskerry e MacCarthy di Duhallow sono le tre più importanti, dopo la linea centrale o MacCarthy Mór.
Il loro nome, che significa "figlio di Cárthach", è un cognome comune che ha avuto origine in Irlanda. Come cognome, l'ortografia prevalente in lingua inglese è McCarthy. Si trovano diverse varianti, come McCarty (più comune in Nord America), Carthy e Carty (sebbene queste ultime siano anche l'anglicizzazione di un nome non correlato, Ó Cárthaigh). Il 60% delle persone con il cognome in Irlanda vive ancora nella Contea di Cork, dove la famiglia era molto potente nel Medioevo.

## Storia
L'origine dei MacCarthy inizia con Carthach, un re Eóganachta, che morì nel 1045 in un incendio domestico deliberatamente avviato da uno dei Lonergan (che erano membri degli arci-nemici degli Eóganachta, i Dál gCais). Carthach era un rivale contemporaneo dell'alto re Brian Boru, e quello che sarebbe diventato noto come il clan McCarthy fu espulso dalle sue terre natali tradizionali nella Golden Vale di Tipperary dall'espansione degli O'Brien a metà del XII secolo.
Il figlio di Carthach era noto come Muireadhach mac Carthaigh. Quando Muireadhach morì nel 1092, i suoi figli Tadhg e Cormac adottarono Mac Carthaigh come un vero cognome. In seguito al trattato di Glanmire del 1118, che divise il regno del Munster in Desmond e Thomond, Tadhg divenne il primo re di Desmond, comprendente parti delle contee moderne di Cork e Kerry. Per quasi cinque secoli il clan dominò gran parte del Munster, con quattro rami principali: i MacCarthy Mór, capo nominale di tutti i MacCarthy, che governavano gran parte del Kerry meridionale, i MacCarthy di Duhallow, che controllavano il nord-ovest di Cork; i MacCarthy Reagh o Riabhach ("grigi") con sede nella baronia di Carbery nel sud-ovest di Cork; e i MacCarthy di Muskerry, al confine tra Cork e Kerry.
Ognuna di queste famiglie continuò a resistere all'invasione normanna dell'Irlanda fino al XVII secolo quando, come praticamente tutta l'aristocrazia gaelica, essi persero quasi tutti i possedimenti. Un'eccezione fu il castello di Macroom, che passò ai discendenti di Cormac Láidir Mac Cárthaigh. Fu bruciato nel 1922 e oggi fa parte del club di golf locale.
La sede storica dei McCarthy di Muskerry è il castello di Blarney nella contea di Cork. La leggenda narra che la Pietra di Blarney fu data in dono a Cormac MacCarthy, re di Desmond, dal re Robert the Bruce di Scozia, che presentò la pietra "magica" in segno di gratitudine per il suo aiuto nella battaglia di Bannockburn nel 1314. Il terzo castello costruito sul sito (il castello che si erge fino ai giorni nostri) fu costruito da un altro discendente dei McCarthy, Dermot McCarthy, nel 1446.
Il numero di riferimenti ai MacCarthy negli Annali, in particolare gli "Annali di Innisfallen", è molto grande. Carthach era figlio di Saoirbhreathach, un nome gaelico che è anglicizzato come Giustino, e in quest'ultima forma è stato in uso continuo tra molti rami dei McCarthy per secoli. Un altro nome maschile associato in modo simile è Finghin, anglicizzato come Fineen o Florence, e per alcuni secoli il nome Florence (colloquialmente Flurry) è stato usato come forma inglese. Dal XIII secolo, quando Fineen MacCarthy sconfisse definitivamente i FitzGerald nel 1261, fino ai giorni nostri, Fineen o Florence MacCarthy e Justin MacCarthy sono stati nomi molto frequenti tra i molti illustri uomini nella storia militare, politica e culturale irlandese.
Fino allo scioglimento del regno nel 1596, la corona di Desmond fu attribuita al possesso ereditario dei MacCarthy (secondo la legge del tanistry).